# Lancaster (Familienname)
Lancaster ist ein englischer Familienname.

## Namensträger
- Alan Lancaster (1949–2021), britischer Rockbassist und -sänger (Status Quo)
- Amber Lancaster (* 1980), US-amerikanische Schauspielerin und Model
- Andrew Lancaster, australischer Filmkomponist und Filmregisseur
- Bettina Lancaster (* 1964), österreichische Politikerin (SPÖ)
- Blanche of Lancaster († 1368), erste Frau von John of Gaunt, 1. Duke of Lancaster und Mutter von Henry IV.
- Brett Lancaster (* 1979), australischer Radrennfahrer
- Burt Lancaster (1913–1994), US-amerikanischer Filmschauspieler
- Byard Lancaster (1942–2012), US-amerikanischer Saxophonist
- Columbia Lancaster (1803–1893), US-amerikanischer Politiker
- David Lancaster (* vor 1985), US-amerikanischer Filmproduzent
- Eleanor of Lancaster († 1372), englische Adlige aus dem Haus Lancaster, sowie Hofdame bei der Königin Philippa von Hennegau
- Frederick W. Lanchester (1868–1946), britischer Forscher, Ingenieur und Unternehmer
- Frederick Wilfrid Lancaster (1933–2013), britisch-amerikanischer Informationswissenschaftler
- Henry of Lancaster, 3. Earl of Lancaster († 1345), englischer Magnat
- Henry Carrington Lancaster (1882–1954), US-amerikanischer Romanist und Literaturhistoriker
- James Lancaster (um 1554–1618), englischer Seefahrer und Politiker
- James Lancaster (Schauspieler), irischer Schauspieler
- Jane Lancaster, britische Sängerin
- John of Lancaster, 1. Duke of Bedford (1389–1435), englischer Prinz
- Jon Lancaster (* 1988), britischer Rennfahrer
- José de Carvajal y Lancaster (1698–1754), spanischer Politiker und Ministerpräsident
- Joseph Lancaster (1778–1838), englischer Pädagoge
- Kelvin Lancaster (1924–1999), australischer Ökonom
- Martin Lancaster (* 1943), US-amerikanischer Politiker
- Nancy Lancaster (1897–1994), US-amerikanische Gesellschaftsdame, Innenraum- und Gartengestalterin
- Patrick Lancaster, US-amerikanischer Vlogger, Podcaster und Influencer
- Peter Lancaster (* 1929), britischer Mathematiker
- Philippa of Lancaster (1360–1415), Prinzessin von England und Königin von Portugal
- Ron Lancaster (1938–2008), US-amerikanischer Football-Spieler
- Sarah Lancaster (* 1980), US-amerikanische Schauspielerin
- Stuart Lancaster (1920–2000), US-amerikanischer Schauspieler
- Thomas of Lancaster, 2. Earl of Lancaster († 1322), englischer Magnat und Rebell
- Thomas of Lancaster, 1. Duke of Clarence (1388–1421), englischer Prinz
- William Lancaster (Pilot) (1898–1933), britischer Pilot und Abenteurer
- William Lancaster (Filmproduzent) (1947–1997), US-amerikanischer Filmproduzent, Drehbuchautor und Schauspieler
- William H. Lancaster (* 1931), US-amerikanischer Politiker